# Josep Pla

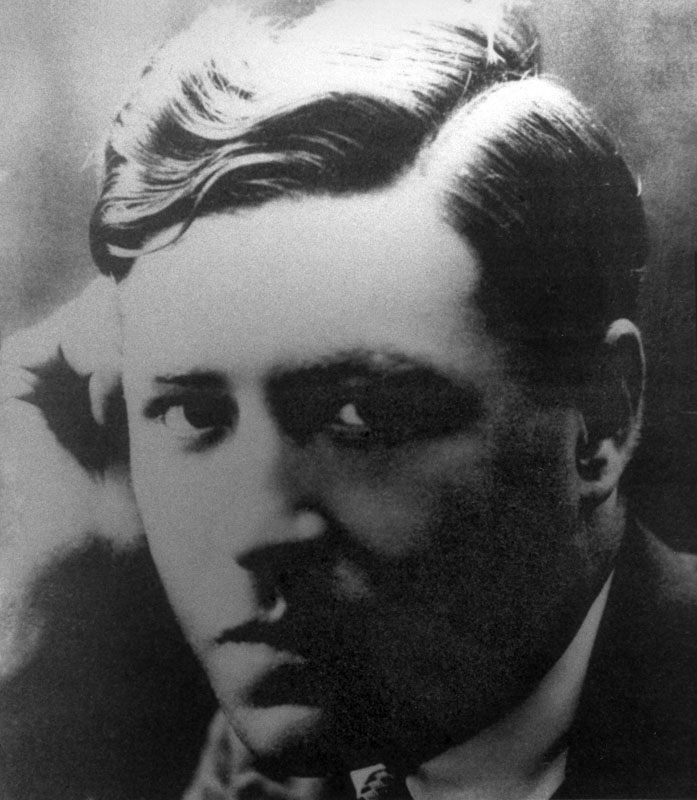
Josep Pla 1917

Josep Pla i Casadevall (* 8. März 1897 in Palafrugell; † 23. April 1981 in Llofriu) war ein spanischer Journalist und Schriftsteller spanischer und katalanischer Sprache.

## Leben
Josep Pla arbeitete als Journalist in Frankreich, Italien, England, Deutschland und Russland, wo er politische und kulturelle Chroniken verfasste.
Seinem in einem Zeitraum von sechs Jahrzehnten entstandenen literarischen Werk kommt eine wesentliche Rolle zu bei der Erneuerung der katalanischen Sprache und der landesübergreifenden Bekanntmachung katalanischer Bräuche und Traditionen. Seine Kommentare, Chroniken und Reportagen aus den verschiedenen Ländern seines Wirkens gelten als einmaliges historisches Zeugnis des 20. Jahrhunderts.
Zur Zeit des frühen Franquismus (bis 1947) waren seine Werke in katalanischer Sprache verboten. Neuere biografische Recherchen zeigen jedoch, dass Pla während der Zeit des spanischen Bürgerkriegs dem nationalspanischen Lager nahestand und Informationen für den franquistische Nachrichtendienst sammelte.
Josep Pla gilt auch 25 Jahre nach seinem Tod als einer der meistgelesenen und populärsten zeitgenössischen katalanischen Autoren.

## Werke (Auswahl)
| - El quadern gris, Tagebuch, 1918–1919 (dt.: Das graue Heft) - Coses vistes, 1925 - Cartes de lluny, Reiseberichte, 1929 - Viatge a Catalunya, Reiseberichte, 1934 - Rusiñol y su tiempo, biografisches Porträt, 1941 - Viaje en autobús, Reiseberichte, 1942 - El pintor Joaquín Mir, biografisches Porträt, 1944 - El carrer estret, 1951, ausgezeichnet mit dem Literaturpreis Premi Joanot Martorell (deutsch: Enge Straße) | - L’Empordanet, 1954 - Peix fregit, 1954 - Catalunya vella, Reiseberichte, 1965 - Contraban i altres narracions, Kurzgeschichten, 1980 - Homenots (Enric Prat de la Riba, Pompeu Fabra, Antoni Gaudí, Isidre Nonell, Eugeni d’Ors u. a.), biografische Porträts, 1984/1987 |